# Parapasiphae cristata
Parapasiphae cristata är en kräftdjursart som beskrevs av Sidney Irving Smith 1884. Parapasiphae cristata ingår i släktet Parapasiphae och familjen Pasiphaeidae. Inga underarter finns listade i Catalogue of Life.